# Moto Guzzi V-serie
De Moto Guzzi V-serie is een serie motorfietsen van het merk Moto Guzzi die geproduceerd werd van 1934 tot 1949. De serie dankt haar naam aan de nieuwe "V" (Valvole)-motor. Die zou echter nog veel langer, tot in 1967, toegepast worden in de Moto Guzzi Falcone.

## Voorgeschiedenis
Het eerste prototype dat Carlo Guzzi in 1920 had gemaakt, de 500 cc "G-P", had al een volledige kopklepmotor. Maar toen de serieproductie begon was die motor vervangen door een kop/zijklepmotor, om de motorfietsen betaalbaar te houden. Voor wedstrijdmotoren waren wel kopklepmotoren gebruikt, net als op de daarvan afgeleide C2V, 2VT en GT 2VT en vanaf 1932 werd ook de P-serie, die uit lichtere, betaalbare modellen bestond, met een dergelijke motor geleverd. Concurrerende merken leverden ze ook, en men besloot ook de 500 cc-modellen van kopkleppers te voorzien. Moto Guzzi gebruikte inmiddels de aanduiding "GT" (Gran Turismo) voor haar modellen die het eigen achterveersysteem hadden. De achtervering genoot nog niet het vertrouwen van het publiek, omdat in het algemeen de gedachte heerste dat motorfietsen met achtervering minder stabiel waren dan starre, ongeveerde exemplaren. Daar kwam halverwege de jaren dertig verandering in, toen Moto Guzzi de show stal in de 250- en 500 cc TT van Man, mét afgeveerde motorfietsen. Toen de wedstrijdrijders eenmaal overstag gingen, volgde het publiek vanzelf.

## Moto Guzzi V
De Moto Guzzi V, die in het voorjaar van 1934 op de markt kwam, volgde de lijnen van de P 250. Het was een vrij sober uitgevoerde motorfiets, met een enkel zweefzadel, een zadeltank en twee kleine metalen gereedschapsbakjes aan weerszijden van het achterwiel. De machine kostte 6.950 lire.

### Motor
De lay-out van de motor was gelijk aan die van alle Moto Guzzi-modellen. Het was een liggende eencilinder blokmotor met een buitenliggend vliegwiel dat een doorsnee van 280 mm had en 8,2 kg woog. Door dat buitenliggende vliegwiel konden de krukaslagers dicht bij elkaar liggen, waardoor een stevige constructie ontstond. Anders dan bij de C2V/2VT//GT 2VT modellen waren er geen los van elkaar staande stoterstangen zichtbaar. Bij die eerdere modellen stonden de kleppen dan ook parallel aan elkaar, waardoor een minder gunstige vorm van de verbrandingskamer ontstond. Bij de nieuwe "V" (Valvole) motor zaten de stotertangen samen in een ronde buis, en werden de kleppen van binnenuit aangestuurd. De kleppen stonden onder een hoek, waardoor een koepelvormige verbrandingskamer ontstond. Door de omhullende buis leek het systeem op dat van een koningsasaandrijving. De tuimelaaras zat in een huis gelagerd, maar de tuimelaars en de klepveren zaten nog in de buitenlucht. Er was een dry-sump smeersysteem toegepast, waarbij de olietank onder de benzinetank zat en de oliepomp rechts op het carter. Omdat ook spatsmering werd toegepast, draaide de krukas achterstevoren: de olie werd op die manier tegen de bovenkant van de cilinder gespat. De versnellingsbak zat in hetzelfde carter een deelde ook het smeersysteem met de motor. De boring en slag bedroegen nog steeds 88 en 82 mm, waardoor de cilinderinhoud 498,4 cc bedroeg. De benzine had in die tijd nog geen grote klopvastheid, waardoor de compressieverhouding laag was: 5,5:1. Het vermogen bedroeg bij 4.300 tpm 18,9 pk. De ontsteking werd verzorgd door een Bosch magneetontsteking met een handbediende vervroeger en de brandstofvoorziening door een 27 mm Amal-carburateur. De machine had, ondanks de enkele uitlaatklep, toch een uitlaat aan weerszijden.

### Aandrijflijn
Ook de aandrijflijn volgde voor Moto Guzzi bekende paden. Dankzij de blokmotor (met ingebouwde versnellingsbak) kon de primaire aandrijving met tandwielen geschieden, maar bij de nieuwe "V"-motoren waren dat exemplaren met een schuine vertanding, die minder lawaai produceerden en bovendien smaller uitgevoerd konden worden. In de primaire aandrijving zat ook een transmissiedemper. Er was een meervoudige natte platenkoppeling, een voetgeschakelde vierversnellingsbak met een pre-selector en een kettingaandrijving naar het achterwiel.

### Rijwielgedeelte
De machines hadden nog steeds een dubbel wiegframe, maar het bestond uit aan elkaar geschroefde delen, zoals men geleerd had van de Quattro Cilindri racer en de Tre Cilindri toermotor. Daardoor was het sterker, maar kon ook de motor eenvoudiger ge(de)monteerd worden. Vanaf het zadel naar het onderframe liepen stalen platen. Het achterframe was een eenvoudige driehoeksconstructie. De voorvork was een gebruikelijke girdervork met één centrale veer en twee frictiedempers aan de zijkanten. De voorrem was nog steeds kleiner dan de achterrem: 177- tegen 200 mm.

## Moto Guzzi GTV
Ook de GTV verscheen in 1934 op de markt. Dit was de "afgeveerde" versie, met het unieke veersysteem dat Moto Guzzi zelf had ontwikkeld. Hierbij lagen twee schroefveren in kokers onder het motorblok, terwijl de demping geschiedde door frictiedempers naast het achterwiel. Dit waren Hartford-type dempers met schijven van metaal en kurk. Na de oorlog vervielen de dubbele uitlaatpijpen en kregen zowel de GTV als de GTW een enkele "vissenstaart". Voor het jaar 1948 kreeg de GTV een nieuw uiterlijk: er werd een telescoopvork gemonteerd en - hoewel het Guzzi-veersysteem nog steeds werd gebruikt - vervielen de frictiedempers en kreeg de machine de hydraulische schokdempers die een paar maanden eerder al op de Moto Guzzi Airone waren toegepast. Het voorspatbord werd veel forser. De voorrem werd met 200 mm even groot als de achterrem. De machine werd wel zwaarder: 180 kg.

## Moto Guzzi W en GTW
De "W" was identiek aan de "V", maar had een iets hogere compressieverhouding en een grotere carburateur en leverde daardoor 22 pk bij 4.500 tpm. De verkoopaantallen vielen tegen en nog vóór de Tweede Wereldoorlog eindigde de productie. De "GTW" was identiek aan de "GTV", maar met de sterkere motor. Deze machine was populairder en bleef tot 1940 in productie, maar in 1948 werd productie opnieuw gestart, tot hij in 1950 werd opgevolgd door de Moto Guzzi Falcone. De laatste versie was uiterlijk ook weer identiek aan de GTV, maar met de sterkere motor.

## Moto Guzzi GTC
Van 1937 tot 1939 produceerde men een sportmodel, dat door amateurs in wedstrijden kon worden ingezet. De motor was opgevoerd tot 26 pk bij 5.000 tpm en daarmee kon 150 km per uur worden gehaald. De GTC (Gran Tursimo Corsa) had uitlaten aan weerskanten, die omhooggebogen waren en zich naast het achterwiel elk in twee uitlaatdempers splitsten. Mogelijk had hij daar zijn bijnaam "Carriola" (kruiwagen) aan te danken. De machine deed het niet slecht in lange afstandsraces, maar bleek al snel te zwaar en te traag om zich te kunnen meten met productieracers van andere merken. Bovendien was de zithouding te "toeristisch" voor racers. Er werden er slechts 161 van gemaakt. In 1938 werd de machine omgebouwd tot de Nuova C, die de basis zou vormen voor de latere Condor, Dondolino en Gambalunga racers.

## Astore
In 1949 kreeg ook de GTV een aluminium cilinder en cilinderkop en ook, een jaar ná de Airone, de ingesloten kleppen en klepveren. Toen werd ook de naam veranderd in "Astore" (havik). De Astore bleef niet lang in productie, maar toch waren er drie versies: de eerste had een gedeeltelijk verchroomde tank, maar toen chroom in de jaren vijftig schaars werd, werd de tank in 1952 rood/zwart gespoten. In 1953 kreeg de machine een wat hogere tank, zoals die ook op de "Falcone" zou worden gebruikt. Dit was meteen het laatste productiejaar van de Astore.

## Technische gegevens
| Moto Guzzi             | V                                    | GTV                                                                            | W                                    | GTW                                                                            | GTC                                  | Astore                                 |
| ---------------------- | ------------------------------------ | ------------------------------------------------------------------------------ | ------------------------------------ | ------------------------------------------------------------------------------ | ------------------------------------ | -------------------------------------- |
| Periode                | 1934-1940                            | 1934-1949                                                                      | 1934-1940                            | 1934-1940 en 1948-1949                                                         | 1937-1939                            | 1949-1953                              |
| Productieaantal        | 2.119                                | Onbekend                                                                       | 159                                  | Onbekend                                                                       | 161                                  | Onbekend                               |
| Categorie              | Toermotor                            | Toermotor                                                                      | Toermotor                            | Toermotor                                                                      | Sportmotor                           | Toermotor                              |
| Motortype              | Kopklepmotor                         | Kopklepmotor                                                                   | Kopklepmotor                         | Kopklepmotor                                                                   | Kopklepmotor                         | Kopklepmotor                           |
| Bouwwijze              | dwarsgeplaatste liggende eencilinder | dwarsgeplaatste liggende eencilinder                                           | dwarsgeplaatste liggende eencilinder | dwarsgeplaatste liggende eencilinder                                           | dwarsgeplaatste liggende eencilinder | dwarsgeplaatste liggende eencilinder   |
| Cilinder               | Gietijzer                            | Gietijzer                                                                      | Gietijzer                            | Gietijzer                                                                      | Gietijzer                            | Aluminium                              |
| Cilinderkop            | Gietijzer                            | Gietijzer                                                                      | Gietijzer                            | Gietijzer                                                                      | Gietijzer                            | Aluminium                              |
| Klepopstelling         | 2 kopkleppen                         | 2 kopkleppen                                                                   | 2 kopkleppen                         | 2 kopkleppen                                                                   | 2 kopkleppen                         | 2 kopkleppen                           |
| Klepbediening          | stoterstang/tuimelaar                | stoterstang/tuimelaar                                                          | stoterstang/tuimelaar                | stoterstang/tuimelaar                                                          | stoterstang/tuimelaar                | stoterstang/tuimelaar                  |
| Carburateur            | Amal 27 mm                           | Amal 27 mm                                                                     | Amal 28,5 mm                         | Amal 28,5 mm                                                                   | Amal 28,5 mm                         | Dell'Orto MD 27F                       |
| Ontsteking             | Bosch magneet                        | Bosch magneet                                                                  | Bosch magneet                        | Bosch magneet                                                                  | Bosch magneet                        | Marelli magneet                        |
| boring                 | 88 mm                                | 88 mm                                                                          | 88 mm                                | 88 mm                                                                          | 88 mm                                | 88 mm                                  |
| slag                   | 82 mm                                | 82 mm                                                                          | 82 mm                                | 82 mm                                                                          | 82 mm                                | 82 mm                                  |
| Cilinderinhoud         | 498,4 cc                             | 498,4 cc                                                                       | 498,4 cc                             | 498,4 cc                                                                       | 498,4 cc                             | 498,4 cc                               |
| Smeersysteem           | Dry-sump                             | Dry-sump                                                                       | Dry-sump                             | Dry-sump                                                                       | Dry-sump                             | Dry-sump                               |
| Compressieverhouding   | 5,5:1                                | 5,5:1                                                                          | 6:1                                  | 6:1                                                                            | Onbekend                             | 5,5:1                                  |
| Max. Vermogen          | 18,9 pk bij 4.300 tpm                | 18,9 pk bij 4.300 tpm                                                          | 22 pk bij 4.500 tpm                  | 22 pk bij 4.500 tpm                                                            | 26 pk bij 5.000 tpm                  | 18,9 pk bij 4.300 tpm                  |
| Topsnelheid            | 120 km/h                             | 120 km/h                                                                       | 130 km/h                             | 130 km/h                                                                       | 150 km/h                             | 120 km/h                               |
| Primaire aandrijving   | tandwielen                           | tandwielen                                                                     | tandwielen                           | tandwielen                                                                     | tandwielen                           | tandwielen                             |
| Koppeling              | meervoudige natte platenkoppeling    | meervoudige natte platenkoppeling                                              | meervoudige natte platenkoppeling    | meervoudige natte platenkoppeling                                              | meervoudige natte platenkoppeling    | meervoudige natte platenkoppeling      |
| Versnellingen          | 4 Voetgeschakeld                     | 4 Voetgeschakeld                                                               | 4 Voetgeschakeld                     | 4 Voetgeschakeld                                                               | 4 Voetgeschakeld                     | 4 Voetgeschakeld                       |
| Secundaire aandrijving | ketting                              | ketting                                                                        | ketting                              | ketting                                                                        | ketting                              | ketting                                |
| frame                  | Dubbel wiegframe                     | Dubbel wiegframe                                                               | Dubbel wiegframe                     | Dubbel wiegframe                                                               | Dubbel wiegframe                     | Dubbel wiegframe                       |
| Wielbasis              | 1400 mm                              | 1475 mm                                                                        | 1475 mm                              | 1475 mm                                                                        | Onbekend                             | 1475 mm                                |
| Vering vóór            | Girder met frictiedempers            | Girder met frictiedempers, vanaf 1947: telescoopvork                           | Girder met frictiedempers            | Girder met frictiedempers, vanaf 1947: telescoopvork                           | Girder met frictiedempers            | Telescoopvork                          |
| Vering achter          | Star                                 | Swingarm met frictiedempers vanaf 1947: Swingarm met hydraulische schokdempers | Star                                 | Swingarm met frictiedempers vanaf 1947: Swingarm met hydraulische schokdempers | Swingarm met frictiedempers          | Swingarm met hydraulische schokdempers |
| Wielen                 | 19" x 2½                             | Onbekend                                                                       | Onbekend                             | Onbekend                                                                       | Onbekend                             | 19" x 2½                               |
| Banden                 | Vóór 19" x 3.25, achter 19" 3.50     | Onbekend                                                                       | Onbekend                             | Onbekend                                                                       | Vóór 20" x 3.00, achter 19" x 3.50   | 19" x 3.50                             |
| Rem(men)               | Simplexrem vóór en achter            | Simplexrem vóór en achter                                                      | Simplexrem vóór en achter            | Simplexrem vóór en achter                                                      | Simplexrem vóór en achter            | Simplexrem vóór en achter              |
| Gewicht                | 160 kg                               | ca. 170 kg, vanaf 1948: 180 kg                                                 | 160 kg                               | ca. 170 kg                                                                     | 160 kg                               | 180 kg                                 |
| Tankinhoud             | 12 Liter                             | 12 Liter                                                                       | 12 Liter                             | 12 Liter                                                                       | 17 Liter                             | 13,5 Liter                             |
| Voorganger             | Sport 15                             | GT 16                                                                          | Sport 15                             | GT 16                                                                          | Geen                                 | GTV                                    |
| Opvolger               | Geen                                 | Astore                                                                         | Geen                                 | Falcone                                                                        | Nuova C\GTCL                         | Falcone                                |